# زن، زندگی، آزادی

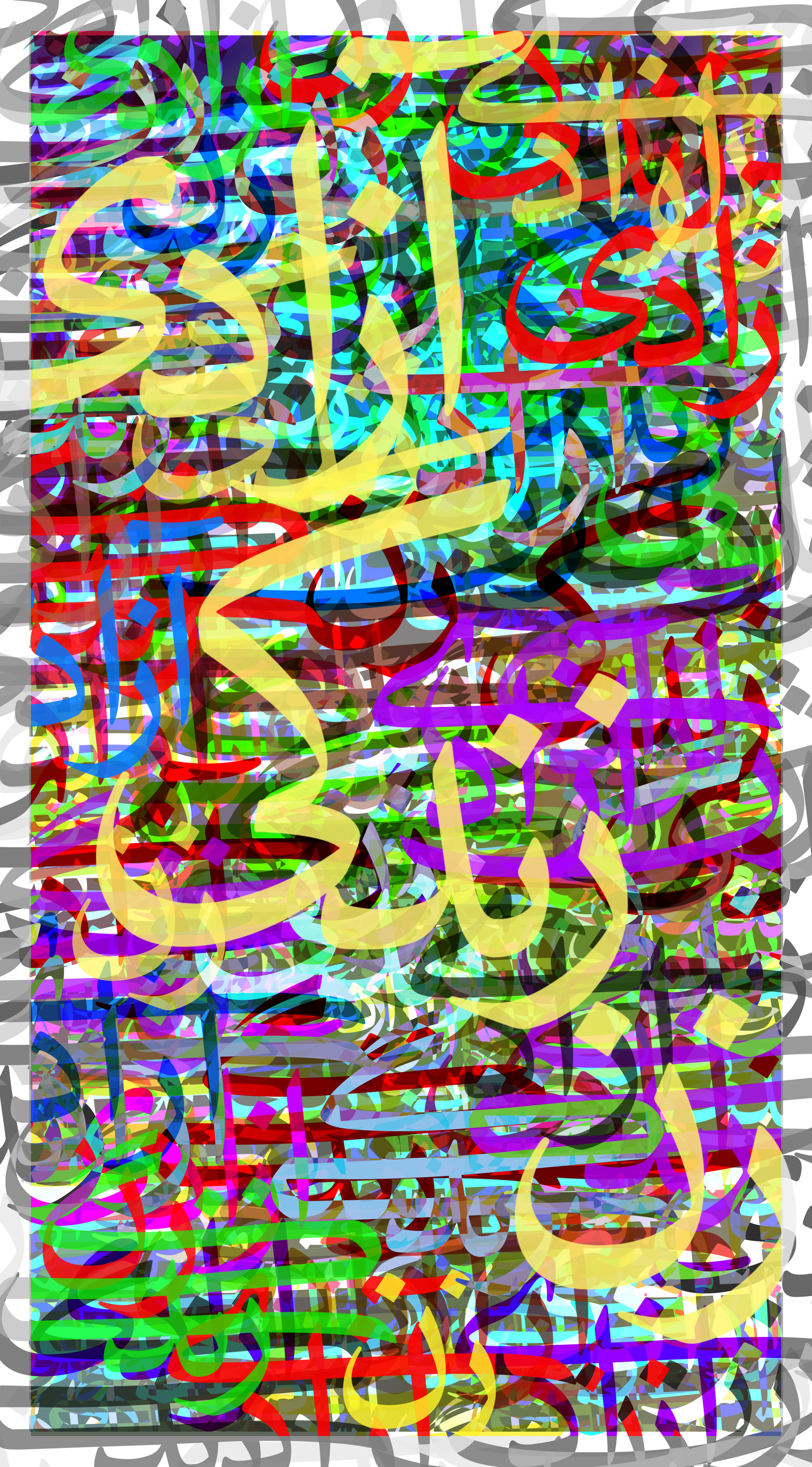
«زن، زندگی، آزادی» یکی از اصلی‌ترین شعارهای اعتراضات سراسری ۱۴۰۱ است.

زن، زندگی، آزادی (به کردی: ژن، ژیان، ئازادی/Jin, Jiyan, Azadî) شعاری سیاسی و اجتماعی است که نخستین بار توسط زنان مبارز کرد در کردستان ترکیه و سپس در جنگ علیه داعش استفاده شد.

در ایران، پس از کشته شدن مهسا (ژینا) امینی به دست مأموران گشت ارشاد و در جریان خیزش سراسری پس از آن، «زن، زندگی، آزادی» از شعارهای اصلی معترضان بود. این شعار اولین بار در میانهٔ خاکسپاری مهسا امینی در سقز سر داده شد و در کمتر از چند ساعت در خیابان‌های دیگر شهرها و صحن دانشگاه‌های ایران طنین انداخت و به سرعت به شناسنامه جنبشی جوان در ایران تبدیل شد.
«زن، زندگی، آزادی» در تجمعات اعتراضی زنان افغانستان در حمایت از اعتراضات ایران نیز مورد استفاده قرار گرفت. این شعار در اعتراضات ایرانیان خارج‌نشین نیز به‌کار رفت و در ۲۵ سپتامبر ۲۰۲۲، روزنامهٔ لیبراسیون فرانسه در واکنش به اعتراضات، آن را به زبان فارسی بر روی صفحهٔ اول خود برد. این شعار از سوی چندین تن از جامعه‌شناسان ایرانی نیز مورد تحلیل قرار گرفته‌است.
کمیته حقیقت یاب سازمان ملل در یکی از گزارش‌ نهایی خود در جمعه ۱۸ اسفند ۱۴۰۲ مصادف با روز جهانی زن تبعیض و سرکوب زنان ایران مصداق جنایت علیه بشریت دانست.

## پیشینه
جنبش آزادی‌بخش کردستان با رهبری عبدالله اوجالان از جنبش‌های رادیکال مبارزه آزادی زنان است. اوجالان زن را به‌عنوان اولین ملت به اسارت گرفته شده در تاریخ معرفی کرده و پس‌از آن که ایدئولوژی آزادی زن را در سال ۱۹۹۸ ارائه نمود، گفت «تا زن آزاد نشود، جامعه آزاد نخواهد شد.» او می‌نویسد «زن، زندگی، آزادی یعنی زن آزاد، سرزمین آزاد و حتی مرد آزاد».
شعار «ژن، ژیان، ئازادی» نخستین بار توسط زنان مبارز کرد سر داده شد و به شعاری مورد استفاده در سایر تجمعات و اعتراض‌ها در سطح جهان تبدیل شد. به‌گونه‌ای که در ۲۵ نوامبر سال ۲۰۱۵، در تجمعاتی که به مناسبت روز بین‌المللی مبارزه با خشونت علیه زنان در چند کشور اروپایی برگزار شد، از این شعار استفاده شد.
در صحنه‌ای از فیلم دختران خورشید با بازی گلشیفته فراهانی، بهار، فرمانده ایزدی واحد زنان «دختران آفتاب» قبل از آغاز یک عملیات علیه داعش برای دادن روحیه به رفقایش فریاد می‌زند برای زن، برای زندگی و برای آزادی.
عاطفه نبوی، زندانی سیاسی سابق در توئیتی نوشته: شعار زن، زندگی، آزادی را بار اول در زندان اوین از شیرین علم‌هولی شنیدم. نوشته بود زده بود روی دیوار کنار تختش. شیرین در اردیبهشت ۱۳۸۹ اعدام شد. شیرین علم‌هولی اردیبهشت ۱۳۸۹ به اتهام ارتباط با حزب حیات آزاد کردستان (پژاک) همراه فرزاد کمانگر، فرهاد وکیلی، علی حیدریان و مهدی اسلامیان در زندان اوین اعدام شد.

### در افغانستان
این شعار در روز ۲۹ شهریور ۱۴۰۱ توسط زنان افغانستان در تجمعی اعتراضی در حمایت از اعتراضات ایران، سر داده شد. در ۸ عقرب ۱۴۰۱ نیز وقتی که نگهبان طالبان وروری دانشگاه بدخشان را بر روی دانشجویان زن می‌بندد و به آنها حمله می‌کند؛ شماری از دانشجویان تجمع اعتراضی برگزار کرده و شعار «زن، زندگی و آزادی» می‌دهند.

### در ایران

«زن، زندگی، آزادی» در صفحهٔ اول روزنامهٔ لیبراسیون فرانسه

نخستین استفاده از این شعار توسط معترضان در ایران به اعتراضات در ایران در واکنش به کشته‌شدن مهسا امینی بازمی‌گردد. این شعار نخستین بار در مراسم تدفین مهسا امینی در گورستان آیچی شهر سقز و سپس در اعتراضات شعر سنندج پس از مراسم تدفین سر داده شد و سپس به اعتراضات دانشجویان در دانشگاه تهران و پس از آن به اعتراضات سایر شهرهای ایران در روزهای بعد نیز راه یافت. دانشجویان دانشگاه علوم پزشکی شیراز در تجمع ۶ مهر شعار «زن، زندگی، آزادی؛ مرد، میهن، آبادی» سر دادند.
در پی گسترش اعتراضات ایرانیان به سایر شهرهای جهان، تجمعاتی در شهرهای مختلف برگزار شد و معترضان در این تجمعات نیز از شعار «زن، زندگی، آزادی» استفاده کردند. در پی اعتراضات گستردهٔ ایرانیان در سطح جهان، روزنامهٔ فرانسوی لیبراسیون نیز این شعار را در صفحهٔ نخست شمارهٔ ۲۵ سپتامبر ۲۰۲۲ خود به‌همراه ترجمهٔ فرانسوی آن و تصویری از اعتراضات مردم در ایران به چاپ رساند.

### در ترکیه
این شعار در روز ۳۰ شهریور توسط زنان و مردان معترض در ترکیه و در تجمع مقابل کنسولگری جمهوری اسلامی ایران سرداده شد.

### در فرانسه
در فرانسه در سال ۲۰۱۸، در جریان جشنواره فیلم کن، بازیگران و عوامل فیلم دختران آفتاب شعار «ژن، ژیان، ئازادی» را سر دادند. این شعار بعدها در سپتامبر ۲۰۲۲ پس از اعتراضات به مرگ مهسا امینی به فارسی در صفحه اول روزنامه فرانسوی زبان لیبراسیون چاپ شد.

### در آلمان
در تظاهرات مردم کُرد در شهر کُلن در روز شنبه ١٧ فوریه ۲۰۲۴ (٢٨ بهمن ۱۴۰۲) که با خواست آزادی عبدالله اوجالان با حضور بیش از ۱۵ هزار نفر برگزار شد، شعار زن، زندگی، آزادی بارها سر داده شد.

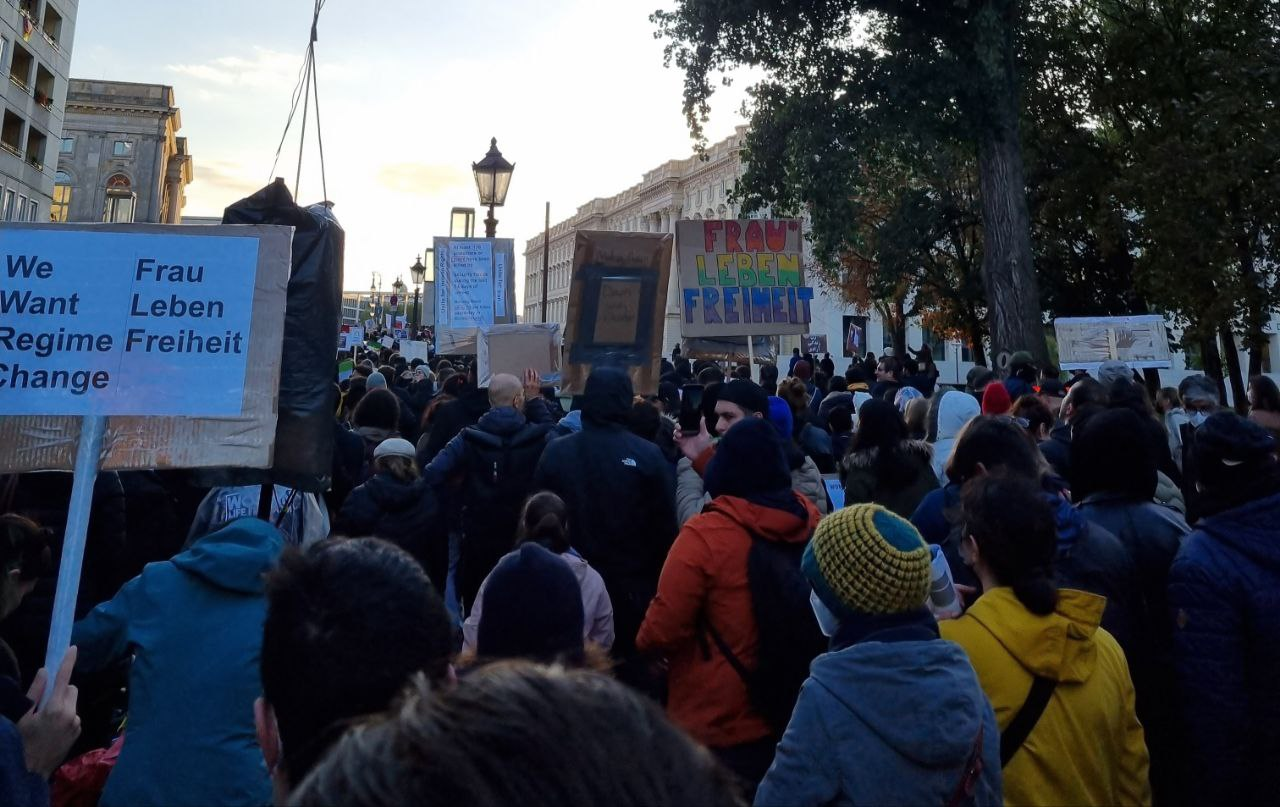
در تظاهراتی در حمایت از خیزش ۱۴۰۱ ایران در برلین. روی پلاکارد نوشته‌است Frau, Leben, Freiheit که به معنی «زن، زندگی، آزادی» است.

## بازخوردها
عبدالله اوجالان، نظریه‌پردازِ ژنولوژی، شعار زن، زندگی، آزادی را در تقابل با سه‌گانهٔ «سکس، مرگ، برده‌داری» توصیف کرده‌است.

### جامعه‌شناسان
تقی آزاد ارمکی، این شعار را «یکی از ریشه‌دارترین خواسته‌های طبقه متوسط»، فرهاد خسروخاور، «پلان تازه‌ای در سکانس اعتراض‌های مدنی ایرانیان» و مهرداد درویش‌پور، آن را «چالشگر ایدئولوژی خشن مردسالار، مرگ آفرین و استبدادی حاکم» می‌دانند. محمد فاضلی، اعتقاد دارد زن در این شعار وجه نمادین دارد و نشانگر نفرت از خشونت است و آصف بیات، آن را معرف خیز عمومی فراگیر می‌داند که همه اقشار معترض را حول آن به وحدت رسانده‌است.

### تحلیلگران و فیلسوفان
کریم سجادپور، این شعار را نقطه مقابل نظام می‌داند. و به گفته اسلاوی ژیژک، این شعار تقلیدی صرف از فمینیسم غربی یا «جنبش من هم» نیست. مایکل هارت، شعار «زن، زندگی، آزادی» را با شعار انقلاب فرانسه، «آزادی، برابری، برادری» مقایسه می‌کند.

### سیاستمداران
محمد خاتمی رئیس‌جمهوری پیشین ایران، در پیامی به مناسبت روز دانشجو نوشت «شعار زیبای زن زندگی آزادی»، حرکت جامعه به سوی «آینده بهتر» را نشان می‌دهد.

## در فرهنگ و هنر
در بحبوحه خیزش ۱۴۰۱ ایران و در اوایل آبان ماه، دانشجویان موسیقی دانشگاه هنر تهران سرود انقلابی «برپا خیز، از جا کن، بنای کاخ دشمن» را که به انقلاب ۱۳۵۷ و کنفدراسیون دانشجویان ایرانی برمی‌گشت با مطلعِ «برپاخیز برای زن، زندگی، آزادی» باز سرودند، دانشجویان دانشگاه صنعتی شریف نیز روز هفدهم آبان آن را خواندند.

تصویری از آهو دریایی بر روی «مجله ال» فرانسه همراه با شعار زن، زندگی، آزادی به زبان فرانسوی

گروهی از هنرمندان ایرانی و خارجی همچون فرامرز اصلانی، گلنار شهیار، لیان لاهاواس، سکینه تنینا، کلسی لو، دیاسپورا و لافاونده با اجرایی مشترک در کنسرت «زن، زندگی، آزادی»، که چهارشنبه ۲۵ آبان ۱۴۰۱ در سالن رویال فستیوال مرکز ساوت بانک لندن برگزار شد با زنان ایران اعلام همبستگی کردند.
در آبان ۱۴۰۲، تصویری از جودی فاستر منتشر شد که در آن تی‌شرتی با شعار «زن، زندگی، آزادی» به تن دارد.

## گزارش کمیته حقیقت یاب سازمان ملل
چهارشنبه ۱۴ تیر ۱۴۰۲ هیئت حقیقت‌یاب در مقر سازمان ملل در ژنو، اولین گزارش شفاهی خود به شورای حقوق بشر در مورد وضعیت حقوق بشر در ایران را ارائه داد. سارا حسین، گفت حکومت ایران هنوز با این هیئت همکاری نکرده است. او با انتقاد از اینکه خانواده مهسا امینی پاسخ قانع‌کننده‌ای درباره کشته شدن دخترشان در بازداشت گشت ارشاد نگرفته و شاهد اجرای عدالت نبوده‌اند، گفت نیلوفر حامدی و الهه محمدی، دو روزنامه‌نگار دخیل در پوشش خبری این ماجرا، هنوز ۹ ماه است که در زندان هستند.
این کمیته روز جمعه ۲۴ شهریور ۱۴۰۲ در گزارش جدیدی اعلام کرد که با گذشت یک سال از آغاز اعتراضات سراسری در ایران در پی مرگ مهسا امینی در بازداشتگاه پلیس تهران، آزار و اذیت زنان و دختران توسط مقامات حکومت در حال افزایش است.
این کمیته در جمعه ۱۸ اسفند ۱۴۰۲ اعلام نمود <تبعیض و سرکوب زنان ایران مصداق جنایت علیه بشریت است> کمیته مستقل حقیقت‌یاب سازمان ملل به صورت شفاف تأکید نموده «بسیاری از موارد جدی نقض حقوق بشر که درگزارش حاضر تصریح شده‌اند، مصداق جنایات علیه بشریت، به‌ویژه جرایم قتل، حبس، شکنجه، تجاوز و سایر اشکال خشونت جنسی، آزار و تعقیب، ناپدیدسازی‌های قهری و سایر اعمال غیرانسانی بوده که به عنوان بخشی از یک حمله گسترده و سازمان‌یافته علیه جمعی از غیرنظامیان، یعنی زنان و دختران و سایر افراد حامی حقوق بشر، ارتکاب یافته‌اند». کمیته بر اساس «دلایل معقول» از «کلیت رفتار مقامات جمهوری اسلامی، از جمله، بیانیه‌های مقامات دولتی، ادامه یافتن بهره‌مندی مرتکبین نقض حقوق بشر از معافیت از مجازات و عدم محکومیت چنان رفتاری از سوی حکومت استنتاج می‌کند که اعمال ارتکابی در جهت پیشبرد سیاست دولت بوده است».
همچنین «کمیته به ویژه مجاب شده است که این حملات توسط و با هماهنگی نهادهای مختلف حکومت جمهوری اسلامی و سرمایه‌گذاری مقادیر قابل توجهی از منابع کشور، برنامه‌ریزی و هدایت شده و سازمان یافته‌اند».